# 阿泰什
阿泰什（克里米亞韃靼語：Ateş，直譯：“火”，羅馬化：Atesh）是一個由乌克兰人和克里米亚鞑靼人於2022年9月因俄罗斯军事入侵而在乌克兰被占领土上发起的军事游击运动。

## 历史
运动成立于2022年9月底。

### 2022年
9月26日，阿泰什在其官方Telegram频道上发布他們的士兵誓言。
9月29日，發佈一個呼籲在被暫時占領區的民衆加入運動的影片。  
11月11日，该运动的游击队员在辛菲罗波尔的医院杀死30名俄罗斯军人。  
12月11日，游擊隊承認在蘇維埃茨科耶村与俄罗斯士兵一起放火烧毁軍營。 

### 2023年
1月31日，游击队称他们杀死了两名俄罗斯国民警卫队军官。
2月10日，游擊隊承認在被俄羅斯軍隊占领的新卡霍夫卡進行汽车炸弹袭击，袭击导致两名俄罗斯士兵死亡。
3月14日，游擊隊声称在一次炸弹袭击中杀死了新卡霍夫卡军政局副局长。
4月23日，游擊隊声称炸毁了Oleshky附近的俄罗斯国民警卫队检查站，造成多人死亡。
4月27日，游击队称他们在大科帕尼村杀死了两名俄羅斯占领者。 
5月6日，游击队称他們企圖炸死俄罗斯作家兼正义俄罗斯 — 争取真相党成员扎哈尔·普里莱平，当时他从被占领的顿巴斯越过俄罗斯边境时发生了爆炸。汽车司机遇难，普里莱平則受重伤。

### 2024年
游擊隊聲稱其特工潛入駐扎於莫斯科州巴拉希哈的捷爾任斯基師，並獲得士兵個人資料名單。
12月11日，阿泰什游击队特工报告称，一支装有中国制造的Desertcross 1000-3全地形越野车的军用卡车车队沿着M-4高速公路向库尔斯克方向移动。游击队认为，这支车队可能表明俄罗斯军队正在准备对库尔斯克地区和与乌克兰接壤的其他领土进行袭击和破坏行动。